# Salpicão de Vinhais
O Salpicão de Vinhais IGP é um produto de origem portuguesa com Indicação Geográfica Protegida pela União Europeia (UE) desde 19 de junho de 1998.

## Agrupamento gestor
O agrupamento gestor da indicação geográfica protegida "Salpicão de Vinhais" é a ANCSUB - Associação Nacional de Criadores de Suínos da Raça Bísara.